# Ekonomia marksistowska
Ekonomia marksistowska – kierunek w ekonomii, ogół ekonomicznych przemyśleń i teorii sformułowanych przez Karola Marksa i rozwijanych przez jego następców.

## Wstęp
Marks był jednym z głównych przedstawicieli nurtu radykalnego. Przejmując i rozwijając niektóre koncepcje Davida Ricardo, stworzył teorię alienacji pracy i wyzysku klasy robotniczej. Analizował także kryzysy koniunkturalne, wskazując na zjawisko nadprodukcji jako ich przyczynę.
W swoich pracach prezentował wizję nowych stosunków ekonomicznych, które miały zapewnić osiągnięcie najbardziej sprawiedliwej i najkorzystniejszej dla ludzkiego rozwoju organizacji społeczeństwa. Podkreślał konieczność pozostawania całości gospodarki pod kontrolą pracowniczą, by zapewnić produkcję towarów naprawdę koniecznych dla społeczeństwa.

## Przedmiot ekonomii marksistowskiej
Przedmiotem marksistowskiej ekonomii politycznej są stosunki produkcji . Marksistowska ekonomia polityczna

wyjaśnia prawa rządzące produkcją i podziałem dóbr materialnych w społeczeństwie ludzkim na różnych szczeblach jego rozwoju.

Ekonomia marksistowska jest częścią szerszego systemu myślowego (marksizmu), obejmującego elementy filozoficzne (tzw. materializm dialektyczny i materializm historyczny), socjologiczne i ideologiczne, zmierzającego do całościowego wyjaśnienia ewolucji społeczeństw. Dokładniej mówiąc, marksistowska ekonomia polityczna stanowi jedną z trzech części składowych marksizmu obok filozofii marksistowskiej i naukowego komunizmu. Marksistowsko-leninowska ekonomia polityczna opiera się na zastosowaniu podstawowych tez materializmu dialektycznego i historycznego do badania ekonomicznego ustroju społeczeństwa.